# کنتارو مائدا
کنتارو مائدا (انگلیسی: Kentaro Maeda؛ زادهٔ ۶ سپتامبر ۱۹۹۹) بازیگر اهل ژاپن است. وی از سال ۲۰۲۱ میلادی تاکنون مشغول فعالیت بوده‌است.